# A54 (Frankrijk)
De A54 is een autosnelweg in Frankrijk. De weg begint vlak bij Nîmes, bij het knooppunt met de A9 in combinatie met een afslag richting Alès. Vervolgens loopt deze door de Camargue naar Arles. Bij Arles wordt de snelweg onderbroken door een autoweg met gescheiden rijbanen. Deze loopt dwars door het centrum van de stad en is erg druk en smal. Men heeft een plan bedacht, om een zuidelijke randweg langs Arles aan te leggen. Deze zal leiden tot een betere doorstroming van het verkeer en minder overlast.
Bij Saint-Martin-de-Crau gaat de autoweg weer over in de autosnelweg A54. Deze loopt verder naar Salon-de-Provence. Voorbij Salon-de-Provence eindigt hij bij de A7 (Autoroute du Soleil).
Voor het gebruik van de weg is de automobilist tol verschuldigd.